# Президент США
Президент Сполучених Штатів Америки (англ. President of the United States of America) — голова держави Сполучені Штати Америки, голова виконавчої влади (Федерального уряду США і головнокомандувач армії та флоту за Конституцією США). Має право на вето на законопроєкти (біллі), прийняті Конгресом США. Посада введена Конституцією США, прийнятою в 1787 році. Першим президентом США став в 1789 році Джордж Вашингтон. До його вступу на посаду був верховним керівником конфедерації штатів, які підписали Декларацію про незалежність, як Президент Континентального конгресу.
Чинний президент США — Дональд Трамп. Офіційно 47-й президент США вступив на посаду 20 січня 2025 року.

## Вимоги до кандидатів
Стати президентом США за Конституцією США може тільки громадянин США за народженням (або той, хто перебував громадянином США при затвердженні Конституції), старше 35 років, що мешкає в США не менше 14 років. Найстаршим президентом на момент обрання був Джо Байден, обраний у віці 78 років. Наймолодшим президентом був Теодор Рузвельт, обраний у віці 42 років і 10 місяців.
Згідно з 22-ю поправкою до Конституції, прийнятою в 1951, одна й та ж особа може бути обрана президентом США не більше двох разів (неважливо, підряд або з перервою). Крім того, якщо деяка особа після смерті або відставки обраного президента займала президентський пост (з поста віцепрезидента чи інакше) протягом 2 років і більше, то ця особа надалі може бути обрана президентом не більше одного разу. Фактично президенти й раніше майже всі дотримувалися цього неписаного правила, наслідуючи приклад Джорджа Вашингтона, який пробув на посаді лише два терміни. Проте в 1940 році Франклін Д. Рузвельт був обраний на третій термін, а в 1944 — і на четвертий (помер в 1945). Після цього, не применшуючи заслуг Рузвельта та надзвичайних умов, у яких він переобирався (Друга світова війна), було вирішено законодавчо обмежити кількість можливих переобрань, щоб цей випадок не став прецедентом для встановлення диктатури. 22-а поправка не мала зворотної сили і не поширювалася на чинного на той момент президента Гаррі Трумена, який відбув майже повністю термін Рузвельта після його смерті та свій власний, але Трумен сам не забажав знову балотуватися в 1952 році.
Два президенти, Гровер Клівленд і Дональд Трамп, обіймали пост два терміни з перервою між ними.
У багатьох країнах з республіканським правлінням вимоги до кандидатів у президенти беруться за аналогією до вимог у США, наприклад, віковий ценз.

## Вибори
Президент США обирається на чотирирічний термін разом з віцепрезидентом за допомогою непрямих (двоступеневих) виборів.
Президент і віцепрезидент йдуть «у зв'язці» протягом всієї виборчої кампанії.
Безпосередньо за президента та віцепрезидента голосує так звана колегія виборщиків. За конституцією, Законодавчі збори кожного штату можуть призначити певну кількість виборщиків (рівну кількості представників штату в Конгресі), які представлятимуть інтереси штату. Спосіб, за допомогою якого визначається список виборщиків, Законодавчі збори можуть вибрати на свій розсуд, проте нині всі штати визначають своїх виборщиків за допомогою загального голосування, яке відбувається в перший вівторок після першого понеділка листопада у високосний рік.
Голосування виборщиків відбувається на початку грудня і являє собою відому формальність, хоча неодноразово траплялося, що окремі виборщики голосували не так, як обіцяли при їх обранні. У частині штатів існують закони, які зобов'язують виборників голосувати так, як наказує їм штат.
Виборщики голосують окремо за президента та віцепрезидента, для обрання кандидат повинен набрати абсолютну більшість (більше половини) голосів виборщиків — 270 з 538. Якщо цього не відбувається, то президента або віцепрезидента обирає Палата представників або, відповідно, Сенат Конгресу США з числа кандидатів, які набрали найбільшу кількість голосів виборщиків, за правилами, визначеними Конституцією.

## Вступ на посаду
Новообраний президент та віцепрезидент вступають на посаду опівдні 20 січня наступного року після виборів; влаштовується урочиста церемонія — інавгурація президента США. До прийняття в 1933 році Двадцятої поправки до Конституції США датою інавгурації було 4 березня.
Під час інавгурації президент складає присягу (чи обіцянку): «Я, (прізвище, ім'я), урочисто клянусь (або обіцяю), що буду сумлінно виконувати посадові обов'язки президента Сполучених Штатів і в повну міру своїх сил підтримуватиму, охоронятиму і захищатиму Конституцію Сполучених Штатів».
Наприкінці присяги традиційно додають ще слова: «Хай допоможе мені Бог» (So help me God), хоча Конституцією вони не вимагаються.

## Заробіток
Президент у встановлені терміни отримує за свою службу фіксовану винагороду, яка не може змінюватися протягом періоду, на який його обрали. Також у межах цього періоду він не може отримувати ніяких інших доходів від Сполучених Штатів або будь-якого зі штатів. Однак може отримувати гроші з інших джерел (наприклад, від продажу книг).

## Резиденція
Резиденція президентів (починаючи з другого, Джона Адамса) — Білий дім у Вашингтоні. Робочий кабінет (починаючи з Вільяма Тафта) — овальний кабінет Білого дому. Заміська резиденція — Кемп-Девід.

## Повноваження та обов'язки
Президент є головнокомандувачем армії і флоту Сполучених Штатів і поліції окремих штатів, коли вона призивається на дійсну службу США.
Президент США має право:
- зажадати думку в письмовому вигляді від вищої посадової особи в кожному з виконавчих департаментів з будь-якого питання, що стосується їхніх посадових обов'язків
- дарувати відстрочку виконання вироку, а також помилування за злочини проти Сполучених Штатів, виняток становлять справи імпічменту (не тільки власного, а й чиновників інших рівнів).
- за порадою і за згодою сенату укладати міжнародні договори за умови їх схвалення двома третинами присутніх сенаторів
- заповнювати всі вакансії, що відкриваються в період між сесіями сенату, видаючи посвідчення на посади, термін дії яких закінчується в кінці його наступної сесії
- у надзвичайних випадках може скликати обидві палати Конгресу або будь-яку з них
- у разі розбіжностей між палатами Конгресу з приводу часу перенесення засідань, переносити їх самостійно на такий час, який він визнає доречним.

Президент США за порадою і за згодою сенату призначає послів, інших офіційних представників і консулів, суддів Верховного суду і всіх інших посадових осіб США, призначення яких Конституцією не передбачається в іншому порядку і посади яких встановлюються законом (але Конгрес може законом надати право призначення таких нижчих посадових осіб, яких вважатиме доречним, президенту одноосібно, судам або головам департаментів).
Президент періодично надає Конгресу інформацію про становище країни і рекомендує до його розгляду такі заходи, які він вважатиме необхідними та доцільними.
Президент США приймає послів та інших офіційних представників, зобов'язаний піклуватися про те, щоб закони виконувалися сумлінно, засвідчує на посаді всіх посадових осіб Сполучених Штатів.

## Припинення повноважень
Відрізняються такі випадки:
1. Закінчення строку повноважень — найчастіший випадок.
2. Кончина; чотири президенти — У. Гаррісон, Тейлор, Гардінг і Ф. Рузвельт померли на посаді своєю смертю, чотири — Лінкольн, Гарфілд, Мак-Кінлі і Кеннеді — були вбиті.
3. Добровільна відставка, якою поки скористався тільки президент Ніксон (див. Вотергейтський скандал).
4. Президент може бути усунений з посади після засудження в порядку імпічменту за державну зраду, хабарництво чи інші серйозні злочини. Поки що жоден президент не був усунений з посади, проте були 5 спроб імпічменту: Ендрю Джонсона в 1868 році, Річарда Ніксона в 1974 році, Білла Клінтона в 1998 році і Дональда Трампа в 2020 та в 2021 роках.

## Порядок заміщення посади
У разі відсторонення президента від посади, його смерті, відставки або нездатності здійснювати повноваження і обов'язки, вони переходять до віцепрезидента США. Початковий текст конституції США був двозначним і допускав як тлумачення, згідно з яким віцепрезидент одержує тільки повноваження та обов'язки (тобто стає, умовно кажучи, «в. о. президента США»), так і тлумачення, згідно з яким віцепрезидент отримує саму посаду (тобто стає президентом США і складає відповідну присягу). Протягом XIX століття та XX століття це положення завжди практично тлумачилося в тому сенсі, що віцепрезидент стає повновладним президентом, перший прецедент такого переходу повноважень відбувся з Джоном Тайлером в 1841, який після смерті Вільяма Гаррісона негайно проголосив себе президентом США і відмовлявся друкувати листи, адресовані «в. о. президента». Лише в 1967 році прийнята 25-а поправка до Конституції, згідно з якою в такому випадку однозначно «віцепрезидент стає президентом», а на вакантну посаду віцепрезидента Конгрес США повинен, за представленням чинного президента, призначити нового віцепрезидента.
У разі відсторонення, смерті, відставки або недієздатності як президента, так і віцепрезидента, Конгрес може ухвалити закон, що вказує, яка посадова особа виконуватиме обов'язки президента, поки не буде усунена причина нездатності президента виконувати свої обов'язки або не обрано нового президента. З 1947 діє закон, згідно з яким президента заміщають на його посаді наступні офіційні особи в такому порядку (вказано сучасний склад міністерств, включно з створеними після 1947 р.):
1. віцепрезидент
2. спікер Палати представників (після звільнення з посади спікера і члена Палати представників)
3. Тимчасовий президент Сенату (традиційно цей пост займає старший сенатор з партії більшості)
4. державний секретар
5. міністр фінансів,
6. міністр оборони
7. міністр юстиції
8. міністр внутрішніх справ,
9. міністр сільського господарства,
10. міністр торгівлі
11. міністр праці
12. міністр охорони здоров'я і соціальних служб
13. міністр житлового будівництва і міського розвитку
14. міністр транспорту
15. міністр енергетики
16. міністр освіти
17. міністр у справах ветеранів
18. міністр внутрішньої безпеки.

Після віцепрезидента і голів палат в списку йдуть міністерські посади Кабінету США в порядку виникнення (останнім йде Міністерство внутрішньої безпеки, створене в 2003 р.). До 1947 р. голови палат Конгресу не мали пріоритету над міністрами; цей пріоритет введений Гаррі Труменом для зменшення ймовірності ситуації, коли президент сам призначає свого наступника. Станом на 2020 рік список налічує всього 18 посад.
Порядок заміщення обмежений тією умовою, що особа, яка вступає в обов'язки президента, має бути громадянином США за народженням на їхній території, мати не менше 35 років від народження і жити в США 14 років (якщо одна з цих умов не виконується, то відповідна особа пропускається, і право заміщення переходить до наступного номера у списку). Неможливий перехід президентських повноважень до тимчасового виконувача обов'язків спікера чи міністра; особа, яка отримує президентські повноваження, має бути до моменту відкриття вакансії на цій посаді офіційно призначеною (обраною Конгресом). Знову ж таки, не існує чинних законів, що уточнюють, чи стає ця особа президентом чи в. о. президента; прецедентів такої передачі влади поки не було.
Наступні президенти: Тайлер, Філлмор, Е. Джонсон, Артур, Т. Рузвельт, Кулідж, Трумен, Л. Джонсон і Форд вступили на посаду з поста віцепрезидента, причому Форд раніше не був обраний і на цей пост, а призначений Конгресом за поданням президента. Т. Рузвельт, Куллідж, Трумен і Л. Джонсон були обрані згодом на чергових виборах.

## Тимчасова передача обов'язків
У деяких випадках віцепрезидент виконує обов'язки президента дуже короткий час. Відповідно до пункту 3 25-ї поправки, президент у такому випадку зобов'язаний перед даною процедурою подати заяву до Конгресу про свою недієздатність, а після неї — зворотню заяву. Усього така процедура за всю історію США відбувалася чотири рази (чинні президенти країни проходили медичні процедури під наркозом):
1. 13 липня 1985 року Рональду Рейгану були видалені ракові поліпи з прямої кишки. 8 годин президентом США був Джордж Буш-старший.
2. 29 червня 2002 року Джорджу Бушу проводили колоноскопію. 2 години президентом США був Дік Чейні.
3. 21 липня 2007 року Джорджу Бушу проводили колоноскопію. 2 години президентом США був Дік Чейні.
4. 19 листопада 2021 року Джо Байдену проводили колоноскопію. 1,5 години президентом США була Камала Гарріс[12].

## Династії президентів
Три президенти були нащадками попередників:
- Джон Квінсі Адамс — син Джона Адамса;
- Бенджамін Гаррісон — онук Вільяма Генрі Гаррісона;
- Джордж Буш-молодший — син Джорджа Буша-старшого;
- Франклін Делано Рузвельт — далекий родич Теодора Рузвельта (крім цього, він був іще й одружений з його племінницею Елеонорою).

Також президентом Конфедеративних Штатів Америки, був зять Закарі Тейлора Джефферсон Фініс Девіс.